# Хёрд, Флойд
Флойд Уэйн Хёрд (англ. Floyd Wayne Heard; род. 24 марта 1966, Уэст-Пойнт, Миссисипи) — американский легкоатлет, специалист по бегу на короткие дистанции. Выступал за сборную США по лёгкой атлетике в конце 1980-х — начале 2000-х годов, чемпион Панамериканских игр, двукратный чемпион Игр доброй воли, победитель и призёр первенств национального значения, бывший рекордсмен мира, участник летних Олимпийских игр в Сиднее.

## Биография
Флойд Хёрд родился 24 марта 1966 года в Уэст-Пойнте, штат Миссисипи.
Занимался лёгкой атлетикой во время учёбы в старшей школе в Милуоки, затем поступил в Техасский университет A&M — состоял в местной университетской команде, регулярно принимал участие в различных студенческих соревнованиях, в частности в 1986 и 1987 годах дважды подряд выигрывал чемпионат Национальной ассоциации студенческого спорта (NCAA) в беге на 200 метров.
Впервые заявил о себе на международном уровне в сезоне 1986 года, когда в 200-метровой дисциплине одержал победу на чемпионате США в Юджине, вошёл в основной состав американской национальной сборной и принял участие в ряде крупных турниров. Так, летом отметился выступлением на впервые проводившихся Играх доброй воли в Москве, где завоевал золотые награды в индивидуальном беге на 200 метров и в эстафете 4 × 100 метров. Показал здесь лучший результат мирового сезона — 20,12.
Будучи студентом, в 1987 году представлял Соединённые Штаты на Универсиаде в Загребе — стал серебряным призёром на дистанции 200 метров и получил золото в эстафете 4 × 100 метров. Также в этом сезоне выиграл бег на 200 метров на домашних Панамериканских играх в Индианаполисе, финишировал шестым на чемпионате мира в Риме.
В 1989 году победил на чемпионате США в Хьюстоне, стал вторым на Кубке мира в Барселоне.
На чемпионате США 1991 года в Нью-Йорке взял бронзу. На чемпионате мира в Токио остановился на стадии полуфиналов.
17 апреля 1994 года на соревнованиях в Уолнате вместе с соотечественниками Майклом Маршем, Лероем Барреллом и Карлом Льюисом установил мировой рекорд в эстафете 4 × 200 метров — 1:18.68. До настоящего времени данный результат остаётся национальным рекордом США.
Долгое время в 1990-е годы Хёрд оставался в тени своих конкурентов и не показывал сколько-нибудь значимых результатов, однако в июле 2000 года уже в возрасте 34 лет он неожиданно успешно выступил на национальном олимпийском отборочном турнире в Сакраменто. Двое фаворитов Морис Грин и Майкл Джонсон в напряжённой борьбе друг с другом оба выбыли в финале 200 метров, и Хёрд с личным рекордом 19,89 сумел занять второе место, уступив лишь новичку Джону Кейпелу. Таким образом он удостоился права защищать честь страны на летних Олимпийских играх в Сиднее, где впоследствии дошёл до полуфинала.
После сиднейской Олимпиады Флойд Хёрд остался действующим спортсменом и продолжил принимать участие в различных легкоатлетических стратах в течение ещё одного олимпийского цикла.